# سازمان توسعه اقتصادی و دموکراسی گوآم
اتحادیه گوام :(GUAM) واژه گوام از حروف اول چهار کشور گرجستان، اوکراین، جمهوری آذربایجان و مولدای تشکیل شده‌است که در اکتبر ۱۹۹۷ در حاشیه نشست سران امنیت و همکاری اروپا در استراسبورگ و با تشویق و حمایت کشورهای غربی برای ایجاد این اتحادیه اقدام کردند.

## مهم‌ترین هدف از ایجاد این اتحادیه
- تشریک مساعی برای حل بحران‌های داخلی و منطقه‌ای
- تحکیم استقلال در برابر فشارهای روسیه
- همکاری برای توسعه همه‌جانبه اقتصادی و فرهنگی

## دیدگاه آمریکا نسبت به این اتحادیه
ایالات متحده آمریکا از ایجاد این اتحادیه که می‌تواند در واگرایی کشورهای عضو از روسیه نقش مؤثری داشته باشد، استقبال و از آن حمایت کرد. در نشست سران گوام که در ژوئیه ۲۰۰۳ در یالتای اوکراین برگزار شد، دستیار معاون وزیر امور خارجه آمریکا در امور آسیا و اروپا به عنوان ناظر شرکت کرده بود. حتی آمریکا قول داده بود به منظور اجرای برنامه‌های گوام به اعضا کمک مالی کند.

## ازبکستان و کناره‌گیری از اتحادیه گوام
ازبکستان که در منطقه آسیای مرکزی سیاست مستقلی از روسیه را دنبال می‌کرد، در سال ۱۹۹۹ به اتحادیه گوام پیوست. با توجه به اینکه بین اتحادیه گوام و ازبکستان هم جواری جغرافیایی وجود نداشت، این اقدام تاشکند بیشتر تحرکی سیاسی برای نزدیکی به غرب برآورد شد.